# (有) 椎名大百貨店
『(有)椎名大百貨店』（ゆうげんがいしゃ しいなだいひゃっかてん）は、椎名高志の漫画短編集。

## 概要
『(有) 椎名百貨店 (超) GSホームズ 極楽大作戦!!』に続く、椎名5冊目となるオリジナル漫画短編集として、2008年に小学館より発行された。2003年から2005年頃にかけて『月刊サンデージェネックス』及び『ヤングマガジンアッパーズ』（講談社）にて発表された作品を中心に、4編の短編を収録している。のちに椎名の連載作品となる『絶対可憐チルドレン』を意識させる用語・キャラクターデザイン等が散見される。

### 収録作品
1. GSホームズ 極楽大作戦!!　血を吸う探偵
2. パンドラ（全3話）
3. TIME SLIPPING BEAUTY（全2話）
4. 蜘蛛巣姫

## GSホームズ 極楽大作戦!! 血を吸う探偵
『GS美神 極楽大作戦!!』からのスピンオフ作品で、『月刊サンデージェネックス』2005年6月号に掲載された。2002年1月号に掲載された『GSホームズ 極楽大作戦!!』（『(有) 椎名百貨店 (超) GSホームズ 極楽大作戦!!』収録）の続編である。
前作と同様、名探偵シャーロック・ホームズがゴーストスイーパー (GS) として活躍する姿を描く。本作では『GS美神 極楽大作戦!!』からピートが出演している。

### 登場人物

#### 『シャーロック・ホームズシリーズ』からの登場人物
シャーロック・ホームズ
ライヘンバッハの滝での死闘の後、重傷を負ったところをエリスに助けられ、その依頼を受ける。捕らえられたピートを助けるため、吸血鬼の力を利用して蘇ったモリアーティ教授と対決する。
ジョン・H・ワトスン
吸血鬼となったホームズとベーカー街221Bで再会し、その要請で依頼に協力する。
自身も吸血鬼化した結果、傷が治りすぎて古傷の場所がわからなくなってしまう。
ハドソン
ホームズたちの家主。ホームズの帰りを待っていたが、吸血鬼となったホームズを追い払ってしまう。
ジェームズ・モリアーティ
犯罪界のナポレオン。一度はライヘンバッハの滝でホームズに敗れるが、吸血鬼の力を使い復活する。
セバスチャン・モラン
原作ではこれより後に登場するためもあり、取り逃がしてしまう。

#### 『GS美神 極楽大作戦!!』からの登場人物
ピエトロ・ド・ブラドー（ピート）
モリアーティに捕らえられる。作中設定で一度吸血鬼化した者を人間に戻す能力を持つ。

#### 本作オリジナルの登場人物
エリス・ブラドー
吸血鬼。ピートの遠い親戚で、モリアーティに捕らえられたピートを救出するため、ホームズの命を救い協力を依頼する。

## パンドラ
『月刊サンデージェネックス』2003年4月号から6月号掲載。人類の文明を審査する神の装置・パンドラと、対象として選ばれた青年との日常を描いたラブコメディー。

### あらすじ
大学受験に失敗し、彼女にもフられ、絶望の底にいた主人公海老名修介の元に「パンドラ」と名乗る女性が突然空から降ってやって来た。パンドラは彼のことを主人だというが、彼女にはある驚くべき役割が与えられていた……

### 登場人物
海老名 修介（えびな しゅうすけ）
この物語の主人公。大学二浪が決定し同時に彼女にも振られるが、その矢先に空から降ってきた美少女「パンドラ」と出会う。
パンドラ
突如空から降ってきた少女で、右腕に鎖でつながれた「箱」をぶら下げている。
その正体は人が「神」と呼ぶものから遣わされた最終兵器で、現代文明が存続に足るものか見極める役割を担っている。
本来は黒い影のような不定形の生命体だが、人間とコンタクトを取りやすくするためか人の姿をとっている。
カタストロフィー
パンドラが悲しむ＝現代文明が存続に足るものでないと「箱」が判断した場合にパンドラと入れ替わりに現れる。その名の通り「天災」を発生させることができる能力を持つ。パンドラとは正反対な凶暴な性格で、口も悪い。ただし「箱」を再び腕に付けることでパンドラに戻すことが可能。
なお第一話では人間離れした凶悪な顔つきだったが、二話目からは人間に近い顔立ちとなった。
海老名の母
普通の主婦。海老名が怪しい行動をとっているのを気にしている。
ジョン・Ｆ・ワスプ
パンドラ財団の創始者にして、先代パンドラのホスト（主人）。

## TIME SLIPPING BEAUTY
『ヤングマガジンアッパーズ』2003年第21号・第22号掲載。時間を超える能力を持つヒロイン・コヨミが時の流れを遡り、悲惨な事件・事故を防ぐため奔走するヒューマンストーリー。

### あらすじ
大学生・芳山はある日、暴漢に襲われている少女を救出しようとし、逆に刺されてしまう。その後、病院を抜け出した彼は助けた少女・コヨミと再開する。時を弾く力を持つ破時鬼虫に憑かれた彼女は、時間を遡り悲惨な事件を未然に防いでいるのだという。芳山はコヨミに同行し、彼女の真相を確かめようとするが……

### 登場人物
時輪コヨミ（ときわこよみ）
ヒロイン。破時鬼虫の力を使い、悲惨な事件・事故を防ぐため時間の流れを奔走する少女。完全には防ぐことのできない現実に日夜精神を疲弊させていくが、芳山との出会いが彼女の心に大きな変化をもたらしていく。
芳山悟郎（よしやまごろう）
主人公。偶然巻き込まれた事件でコヨミと出会い、彼女に同行し時の流れを遡る。コヨミの苦悩・葛藤を目の当たりにするうち、次第に彼女の心の支えとして助力するようになる。
破時鬼虫（はじきむし）
時輪家に憑りつく神。代々、一族の誰かに寄生し時間を超える力を与える。13歳の時に祖母からコヨミに憑りつき、以降はコヨミが時輪家の営みを継いでいる。

### 用語
時輪家
破時鬼虫の力を使って時を遡り、代々悲惨な事件・事故を防ぐため奔走してきた家系。破時鬼虫に憑かれるのは時輪家の意思ではなく、呪いに近いものである。破時鬼虫による時間移動は月に1度・数十分が限度であり、時輪家は先祖代々、防げなかった不幸な現実に苦しみながら営みを続けている。

## 蜘蛛巣姫
『ヤングマガジンアッパーズ』2004年第20号掲載。戦国時代の武将に恋をした蜘蛛妖怪の恋模様を描いた、誰も知らんマイナーな昔話。

### あらすじ
戦国時代、敵陣にて討死したはずの八郎太はとある山小屋で目を覚ます。彼を救ったのは蜘蛛妖怪ヤツメ。彼女は以前山中で出会った八郎太に恋をしていた。八郎太はヤツメと夫婦となることを条件に主・蜜姫の救出を願い出る。

### 登場人物
ヤツメ
蜘蛛の妖怪。妖怪姿の折に山中で出会った八郎太に一目惚れし、彼が人としての生を終えるのを待っていた年増女。
シジミ
蝶の妖怪。以前ヤツメにつかまって以来、ずっとこき使われている田舎娘。
田所八郎太
主・蜜姫を救うため、敵陣の中で討死した武将。死後、ヤツメによって命を与えられ、彼女達と共に再度蜜姫奪還を試みる。
蜜姫
八郎太の主で乳兄妹。八郎太とは相思相愛の仲であり、彼の救出を待ち続けている。